# Cornel Regman
Cornel Regman (n. 28 noiembrie 1919, comuna Daneș, județul interbelic Mureș – d. 14 iulie 1999, București) a fost un critic, istoric și redactor literar, cercetător științific și profesor de liceu și universitar român.

## Biografie
După ce a terminat liceul la Cluj, a studiat la  Facultatea de Litere și Filosofie a Universității „Regele Ferdinand” din Cluj (mutată temporar la Sibiu), pe care a absolvit-o în 1942. Și-a luat doctoratul în filologie cu teza Agârbiceanu și demonii (1973).
După terminarea studiilor a lucrat ca profesor de liceu la Cluj, ca redactor la revista Steaua, cercetător științific la Institutul de Lingvistică din București, conferențiar la catedra de Literatură Română a Institutului Pedagogic din Constanța,
A făcut parte, alături de Ion Negoițescu, Radu Stanca, Ștefan Aug. Doinaș, Nicolae Balotă, Ion Desideriu Sârbu, Ioanichie Olteanu,  din Cercul literar de la Sibiu. A fost redactor la ESPLA, cercetător la Institutul de Lingvistică, conferențiar universitar la Institutul Pedagogic din Constanța, precum și redactor la revistele „Viața românească” și „Tomis”, unde a susținut cronica literară.
În perioada 1949-1956 a publicat sub pseudonimul Dan Costa.

### Viață personală
A fost căsătorit cu Zorina, cu care a avut un fiu, Ștefăniță.
În comuna natală gimnaziul de stat îi poartă numele.
Este înmormântat în comuna natală.

## Volume publicate
- Confluențe literare (1966)
- Cărți, autori, tendințe (1968)
- Cică niște cronicari... (1970)
- Selecție din selecție (1972)
- Colocvial (1976)
- Explorări în actualitatea imediată (1978)
- Noi explorări critice (1982)
- De la imperfect la mai puțin ca perfect (1987)
- Nu numai despre critici (1990)
- Agârbiceanu și demonii. Studii de tipologie literară, studiu critic (1973); ed. a II-a, Editura Paralela 45 (2001)
- Ion Creangă. O biografie a operei (1997)
- Reflexii și reflexe. Aforisme vesele și triste, Editura Jurnalul Literar, 1997 (red.)
- Patru decenii de proză literară românească, ediție îngrijită de Ștefăniță Regman (2004)

## Premii și distincții
- Premiul revistei Familia pentru volumul „Cărți, autori, tendințe” (1968)
- Premiul Uniunii Scriitorilor pentru volumul „Colocvial” (1976)
- Premiul „Titu Maoirescu” al Academiei Române pentru volumul „Nu numai despre critici” (1990)
- Premiul Asociației Scriitorilor din București pentru volumul „Ion Creangă. O biografie a operei” (1995)
- Premiul Uniunii Scriitorilor și premiu la secția „Critică și istorie literară” pentru volumul „Dinspre „Cercul Literar” spre „Optzeciști”” (1998)
- Premiul special pentru întreaga operă la „Colocviile tomitane”, Constanța, 1998
- Premiul „Opera Omnia” al Uniunii Scriitorilor (1998)